# Junkerberg (Hückelhoven)
Der Junkerberg ist ein Waldstück im Stadtgebiet Hückelhoven und liegt zwischen den Ortsteilen Hückelhoven und Doveren. Der Wald soll seinen Namen nach dem Junker Reinhold zu Hückelhoven erhalten haben.

## Interessantes
- Bis zum Jahre 1965/66 gab eine Freilichtbühne am Junkerberg mit Platz für bis zu 1000 Zuschauer. Diese lag unmittelbar hinter dem Hückelhovener Friedhof.[2]
- Im Jahr 2008 diente der Junkerberg als Filmkulisse für die Neuauflage des Filmes Vorstadtkrokodile. Das Baumhaus der Vorstadtkrokodile war hier aufgebaut.[3]
- Von etwa 1000 bis 1770 wurde am Junkerberg Sandstein abgebaut – der Doverener Sandstein.[2]
- Der Verein TuS Jahn Hilfarth veranstaltet regelmäßig den Crosslauf „Rund um den Junkerberg“.[4]